# Distretto di Mato
Il distretto di Mato è un distretto del Perù nella provincia di Huaylas (regione di Ancash) con 2.109 abitanti al censimento 2007 dei quali 1.079 urbani e 1.030 rurali.
È stato istituito il 2 gennaio 1857.

## Località
Il distretto è formato dalle seguenti località:
- Villa Sucre
- Ancoracá
- Huacanhuasi
- Huáncup
- Huinó
- Atún Corral
- Carmen
- Cata
- Cochamarca
- Cruz Viva
- Huacapununan
- Huashuash
- Huarinya
- Hueto
- Huishca
- Malambo
- Manzana
- Muchup
- Ocona pampa alto y bajo
- Poma chuco alto y bajo
- Puca
- Quinquín
- San Diego
- Teja Huai